# Skelton-in-Cleveland

L'église de Tous-les-Saints de Skelton.

Skelton-in-Cleveland est une petite ville du Yorkshire du Nord, en Angleterre, dépendant de la paroisse civile de Skelton and Brotton. Elle s'étage au pied des Collines de Cleveland, à 15 km environ à l'est de Middlesbrough. Skelton comprend les faubourgs de North Skelton, de Skelton Green et de New Skelton.

## Histoire
Ce bourg est mentionné dès l'époque de la Conquête normande dans le Domesday Book. Le château de Skelton a été édifié au XIIe siècle par les seigneurs de Bruce. La population de Skelton d'après la Redcar and Cleveland Unitary Authority était de 6 396 habitants (au recensement de 2001), puis de 7 454 habitants au recensement de 2011.

## L'église de Tous-les-Saints
L’église de Tous-les-Saints est une église auxiliaire anglicane construite à l'époque géorgienne ; elle fait face à une folie du XVIIIe siècle : Skelton Castle. Les tombes du cimetière sont ornés de motifs macabres (tibias et crâne sculptés). L'église a été en grande partie reconstruite en 1785, à l'emplacement des deux églises qui l'avaient précédée. La chaire, les stalles et le reste du mobilier liturgique remontent à la fin du XVIIIe siècle, hormis les lutrins et quelques statues conservées sur le mur d'époque médiévale. L'appareillage extérieur présente un motif en arête de poisson en harmonie avec le style régional, qui contraste avec le vitrail vénitien de l'aile est et la couleur violacée des intérieurs.
Le R.J. Johnston de Newcastle a fait reconstruire en 1884 une nouvelle Église de Tous-les-Saints non loin de là : c'est un édifice en parpaings de grès et toiture en tuiles, de style néo-gothique. Après sa construction, l'église géorgienne s'est détériorée ; elle est depuis gérée par le Churches Conservation Trust.
Les deux églises sont classées Grade II.